# التهاب الغدة الدرقية
التهاب الغدة الدرقية (بالإنجليزية: Thyroiditis)‏ هو التهاب أو تضخم الغدة الدرقية، له أسباب متعددة، وقد يسبب ارتفاع أو انخفاض مستوى هرمونات الغدة الدرقية.

## الأنواع
توجد أنواع عديدة لالتهاب الغدة الدرقية تبعًا للسبب:
- التهاب الغدة الدرقية الحاد أو القيحي: حالة نادرة تحدث نتيجة عدوى بكتيرية.
- التهاب درقي بسبب عقار: يحدث بسبب علاج دوائي كأميودارون وإنترفيرون والليثيوم والسيتوكين، ويصيب نسبة ضئيلة جدًّا ممن يتعاطون هذه العقارات؛ وبالتالي فهي غير شائعة في المجمل.
- داء هاشيموتو: أحد اضطرابات المناعة الذاتية، تنتج عن أضداد الغدة الدرقية، وهو من أكثر أنواع الالتهاب الدرقي شيوعًا، ويصيب الإناث بنسبة أكبر خمس مرات من الذكور، وعادةً ما يسبب انخفاضًا في مستوى هرمونات الغدة الدرقية؛ لذا يحتاج المريض إلى علاج هرموني تعويضي.[5]
- التهاب الغدة الدرقية التالي للولادة: هو أحد اضطرابات المناعة الذاتية ، ينتج عن أضداد الغدة الدرقية ويصيب النساء في فترة النفاس.
- التهاب درقي ناتج عن الإشعاع: يحدث بعد تعرض المريض للإشعاع لعلاج للسرطان أو اليود المشع لعلاج فرط الدرقية.
- التهاب الغدة الدرقية الصامت أو غير المؤلم: هو أحد اضطرابات المناعة الذاتية الناتجة عن أضداد الغدة الدرقية، وهو ثاني أكثر الأسباب شيوعًا في النساء بعد داء هاشيموتو.
- التهاب دي كورفان أو التهاب الغدة الدرقية تحت الحاد : يعتقد أنها حالة تنتج عن الإصابة بفيروس، وغالبًا ما تكون مؤلمة.

## الأسباب
قد تتعرض الغدة الدرقية للإصابة من قبل عوامل غريبة متعددة؛ مما يؤدي إلى التهابها، أحد هذه العوامل هي الأجسام المضادة التي تعد السبب الأكثر شيوعًا لالتهاب الغدة الدرقية، أو العقاقير أو التعرض للإشعاع أو الإصابة بفيروس أو بكتيريا، وقد يحدث الالتهاب نتيجة لاضطرابات المناعة الذاتية.

## الأعراض
لا توجد أعراض محددة لالتهاب الغدة الدرقية؛ فإذا تسبب الالتهاب في ضرر وتدمير بطيء ومزمن للغدة، تنخفض مستويات هرمونات الغدة الدرقية في الدم مسببًا أعراض قصور الدرقية، وهي الأعراض الأكثر شيوعًا في حالات التهاب الدرقية، وقد تستمر على الدوام؛ وهي:
- تعب وإرهاق.
- زيادة غير متوقعة في الوزن.
- إمساك.
- اكتئاب.
- جفاف الجلد.
- صعوبة في أداء التمرينات الرياضية.
- ضعف القدرة على التركيز.

أما إذا كان تدمير خلايا الغدة الدرقية سريع الإيقاع؛ تتسرب هرمونات الغدة ويرتفع مستواها في الدم فيما يعرف بفرط الدرقية، وهي مرحلة قصيرة تستمر شهرًا حتى ثلاثة شهور، وأعراضها:
- قلق وتوتر.
- اضطرابات في النوم.
- ارتفاع معدل ضربات القلب.
- تعب وإرهاق.
- انخفاض غير مبرر في الوزن.
- زيادة التعرق وعدم تحمل الحرارة.
- سرعة الانفعال.
- زيادة الشهية.
- رعاش.

## مسار المرض
يتوقف مسار التهاب الغدة الدرقية على سببه ونوعه؛ كالتالي:
- داء هاشيموتو: يعاني المصاب من أعراض انخفاض مستويات هرمونات الغدة الدرقية، وغالبًا ما تكون هذه الأعراض دائمة.
- التهاب الغدة الدرقية التالي للولادة والالتهاب الصامت غير المؤلم: في بعض الأحيان يتسبب هذان النوعان في ارتفاع مستوى هرمونات الغدة الدرقية ثم انخفاضها، تستمر مرحلة ارتفاع الهرمونات لفترة 1-3 أشهر، ثم تنخفض لفترة تصل إلى عام كامل.
- التهاب دي كورفان أو التهاب الغدة الدرقية تحت الحاد: الالتهاب تحت الحاد له نفس مسار التهاب الغدة الدرقية التالي للولادة والالتهاب الصامت غير المؤلم، لكنه يختلف في كونه مصحوبًا بألم.
- الالتهاب الدرقي الناتج عن إشعاع أو عقار: يحدث ارتفاع وانخفاض هرمونات الغدة الدرقية في كلا الاضطرابين، إلا أن الالتهاب الناتج عن عقار مرتبط بتعاطي العقار ويزول بالتوقف عنه، أما الالتهاب الناتج عن الإشعاع فهو مستديم.
- التهاب الغدة الدرقية الحاد أو القيحي: يتسبب هذا النوع في انخفاض مستوى هرمونات الغدة الدرقية وتضخمها، وتزول الأعراض بزوال العدوى.

## التشخيص
يتم تشخيص التهاب الغدة الدرقية عن طريق عدة فحوصات:

### اختبارات وظائف الغدة الدرقية
يتم قياس مستوى هرمونات الغدة الدرقية في الدم الثيروكسين وثلاثي يود الثيرونين بالإضافة إلى الهرمون المحفز للغدة الدرقية الذي تفرزه الغدة النخامية، في حالات فرط الدرقية فيرتفع مستوى الهرمونات التي تفرزها الغدة (الثيروكسين وثلاثي يود الثيرونين) بينما ينخفض مستوى الهرمون المحفز للغدة الدرقية، وقد يرتفع مستوى هرمون الثيروكسين فقط في الحالات الأخف، أما في حالات فرط الدرقية غير المصحوبة بأعراض (تحت السريرية) فيكون مستوى هرموني الثيروكسين وثلاثي يود الثيرونين طبيعيًّا، بينما ينخفض مستوى الهرمون المحفز للغدة الدرقية.
أما في حالات قصور الدرقية ينخفض مستوى هرمون الثيروكسين وثلاثي يود الثيرونين بينما يرتفع مستوى الهرمون المحفز للغدة الدرقية. وفي بعض الحالات الأخف أو الحالات تحت السريرية غير المصحوبة بأعراض يكون مستوى هرموني الثيروكسين وثلاثي يود الأيودين طبيعيًّا في حين يرتفع مستوى الهرمون المحفز للغدة الدرقية.

### اختبار الأجسام المضادة
يتم قياس مستوى الأجسام المضادة كالأجسام المضادة للغدة الدرقية؛ وهي أجسام مضادة شاذة يكونها الجسم ضد أنسجة الغدة، وضد البيروكسيداز الدرقي الذي يرتفع في داء الهاشيموتو. ولا يعرف حتى الآن إذا كان المرض هو ما يسبب الأجسام المضادة أم أن الأجسام المضادة هي ما تسبب المرض.

### اختبار سرعة ترسب الدم
هو اختبار يدلل على وجود التهاب عن طريق اختبار سرعة سقوط خلايا الدم الحمراء، ويرتفع في التهاب الغدة الدرقية تحت الحاد.

### الموجات فوق الصوتية
تجرى أشعة الموجات الصوتية للكشف عن وجود عقيدة درقية أو تغير في سريان الدم عن طريق الدوبلر أو تغير في كثافة أنسجة الغدة عن طريق تخطيط الصدى، وفي حالة الالتهاب الدرقي تظهر أنسجة الغدة غير متجانسة وتزداد سرعة سريان الدم عبرها.

### اختبار امتصاص اليود المشع
اختبار لقياس مقدار امتصاص الغدة الدرقية لليود المشع؛ إذ يكون الامتصاص ضعيفًا في مرحلة فرط الدرقية.

### مسح الغدة الدرقية
هو اختبار يتم باستخداد مادة مشعة ليتمكن الطبيب من التقاط صور للغدة الدرقية لتقييم توزيع المادة المشعة بها؛ فالطبيعي أن يكون التوزيع موحدًا، بينما يصبح غير متجانس في حالات التهاب الغدة الدرقية.

### خزعة بالإبرة
في بعض الأحيان قد يتم أخذ عينة بالإبرة من أنسجة وخلايا الغدة الدرقية.

## التهاب الغدة الدرقية لهاشيموتو
تم تشخيص التهاب الغدة الدرقية هاشيموتو لأول مرة عام 1912 من قبل الطبيب الياباني هاكارو هاشيموتو الذي كان يعمل في ألمانيا. يُسمى التهاب الغدة الدرقية هاشيموتو أيضا باسم التهاب الغدة الدرقية اللمفاوي المزمن، وغالبا ما يشتكي المرضى الذين يعانون من هذا المرض من صعوبة في البلع. قد تكون بداية التهاب الغدة الدرقية هاشيموتو بسيطة لدرجة أن المرض لا تتم ملاحظته لسنوات. الأعراض الأولى التي تظهر علامات التهاب الغدة الدرقية هاشيموتو هي تضخم الغدة الدرقية في الجزء الأمامي من الرقبة. ويعتمد ذلك على شدة المرض ومدى تقدمه، ويقرر الأطباء بعد ذلك الخطوات التي يتم اتخاذها للعلاج.[بحاجة لمصدر]

## العلاج
يعتمد العلاج على نوع الالتهاب الدرقي وأعراضه؛ كالتالي:

### فرط الدرقية
في الغالب يكون ارتفاع مستويات هرمونات الغدة الدرقية مرحلة عابرة ينتقل بعدها المرض إلى مرحلة قصور الدرقية أو تعود هرمونات الغدة الدرقية إلى مستواها الطبيعي؛ ومن ثم لا تتطلب مرحلة فرط الدرقية سوى العلاج العرضي فقط؛ إذ يتم علاج أعراض الخفقان والتوتر والرعاش وعدم تحمل درجات الحرارة وفرط التعرق باستخدام حاصرات مستقبلات بيتا.

### قصور الدرقية
يتم علاج قصور الدرقية باستخدام العلاج الهرموني التعويضي، وقد لا يتم اللجوء لأي علاجات إذا لم يعان المريض من أية أعراض.

### ألم الغدة الدرقية
إذا كان الألم بسيطًا كالتهاب الغدة الدرقية تحت الحاد تستخدم مسكنات ألم خفيفة كالأسبرين أو الإيبوبروفين، أما إذا كان الألم شديدًا فقد يتم اللجوء إلى العلاج بالكورتيزون كالبريدنيزون.
أما في حالات الالتهاب الحاد أو القيحي فلابد من علاج العدوى، بينما يختفي الالتهاب الناتج عن عقار بمجرد التوقف عنه.